# لینتون هوپ
لینتون هوپ (انگلیسی: Linton Hope; ۱۸ آوریل ۱۸۶۳ – ۲۰ دسامبر ۱۹۲۰) معمار، طراح و قایقران بادبانی اهل بریتانیا بود.